# Dark (Fernsehserie)/Staffel 1
Die erste Staffel der deutschen Science-Fiction-Mysteryserie Dark wurde dem Programm des Streamingportals Netflix am 1. Dezember 2017 hinzugefügt. Die Dreharbeiten fanden zwischen Oktober 2016 und April 2017 statt, unterbrochen von einer vierwöchigen Weihnachtspause.

## Handlung
Die erste Staffel spielt überwiegend im Jahr 2019. Weitere Handlungsstränge finden in den Jahren 1953, 1986 und 2052 statt.

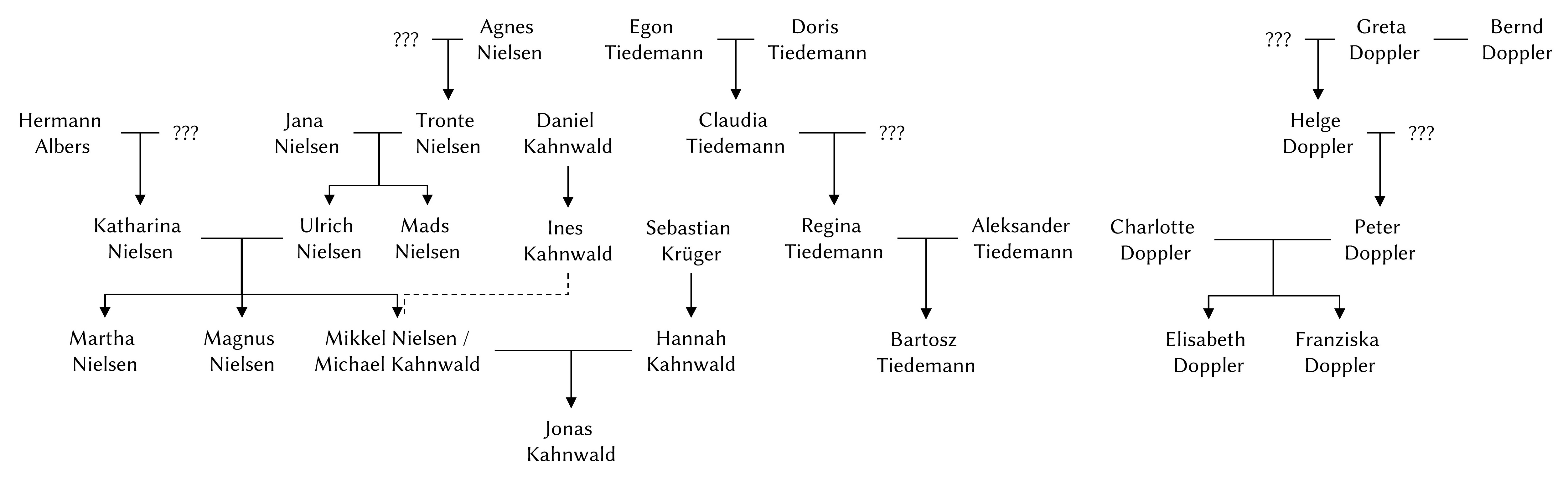
Stammbaum der zentralen Familien Doppler, Tiedemann, Kahnwald und Nielsen am Ende der ersten Staffel. Gestrichelte Linien kennzeichnen Adoptivbeziehungen.

## Episoden
| Nr. (ges.) | Nr. (St.) | Originaltitel                    | Erstveröffentlichung | Regie         | Drehbuch                      |
| --- | --------- | -------------------------------- | -------------------- | ------------- | ----------------------------- |
| 1 | 1         | Geheimnisse                      | 1. Dez. 2017         | Baran bo Odar | Jantje Friese                 |
| In der deutschen Kleinstadt Winden begeht Michael Kahnwald am 21. Juni 2019 Suizid. Seinen Abschiedsbrief versteckt seine Mutter Ines Kahnwald, bevor ihn jemand lesen kann. Am 4. November 2019, fast vier Monate später, kehrt Jonas Kahnwald, Michaels Sohn, nach psychiatrischer Behandlung an seine Schule zurück. Dort trifft der Teenager seinen Freund Bartosz Tiedemann wieder, der mittlerweile mit Martha Nielsen zusammen ist, in die Jonas vor seiner Abwesenheit verliebt war. In Winden wird seit zwei Wochen ein Mitschüler namens Erik Obendorf vermisst. Er war an der Schule dafür bekannt, mit Marihuana zu handeln. Die Ermittlung in dem Vermissten-Fall leitet die Windener Polizei unter der Leitung von Charlotte Doppler und Ulrich Nielsen, dem Vater von Martha und ihren zwei Brüdern, Mikkel und Magnus. Ulrich ist mit der Schulleiterin Katharina Nielsen verheiratet, hat jedoch eine Affäre mit der Mutter von Jonas, Hannah Kahnwald. Während die polizeilichen Ermittlungen zum Fall Erik Obendorf kaum neue Erkenntnisse zu Tage bringen, begeben sich Bartosz, Jonas, Magnus, Martha und Mikkel zum geheimen Drogenversteck Eriks vor den Windener Höhlen unweit des örtlichen Atomkraftwerks. Dort treffen sie auf Franziska Doppler, Charlottes Tochter, die die Drogen bereits gefunden hatte. Nach einem Streit um die rechtmäßigen Besitzer von Eriks Drogen werden die Teenager von einem unheimlichen Geräusch aus den Höhlen erschreckt. Als ihre Taschenlampen beginnen zu flackern, flüchten sie in Panik aus dem Wald. Am Treffpunkt angekommen stellen sie jedoch fest, dass Mikkel verschwunden ist. Am nächsten Morgen wird eine Kinderleiche im Wald entdeckt, die Kleidung aus den 80er Jahren trägt. Ulrich kann jedoch ausschließen, dass es sich um Mikkel handelt. An einem unbekannten Ort, der wie ein Kinderzimmer eingerichtet ist, ist Erik unterdessen an einen Stuhl geschnallt worden und offenbar Teil eines angsteinflößenden Experiments. |           |                                  |                      |               |                               |
| 2 | 2         | Lügen                            | 1. Dez. 2017         | Baran bo Odar | Jantje Friese & Ronny Schalk  |
| Ulrich beginnt zu vermuten, dass das Verschwinden von Erik und Mikkel mit dem ebenso spurlosen Verschwinden seines Bruders Mads vor 33 Jahren in Verbindung stehen könnte. Während er die Windener Höhlen nach seinem Sohn Mikkel durchsucht, gelangt er an eine verschlossene Tür, die offenbar ins Kernkraftwerk führt. Seine Bitte, das AKW zu durchsuchen, wird jedoch vom AKW-Chef Aleksander Tiedemann, dem Vater von Bartosz, abgelehnt. Als Verdächtigen schließt Ulrich unterdessen Eriks Vater Jürgen Obendorf aus. Nach der Obduktion des tot aufgefundenen Jungen wird Charlotte darüber informiert, dass dieser 16 Stunden zuvor verstorben sei und die Augen sowie beide Trommelfelle und Ohren komplett zerstört worden sind. An seiner Kleidung war rote Erde, nicht jedoch an der Fundstelle. Später am Tag flackern in Winden erneut die Lichter, und tote Vögel fallen massenhaft vom Himmel. Währenddessen checkt ein Fremder im Hotel von Regina Tiedemann ein, die die Mutter von Bartosz ist. Ulrich versucht im Gespräch mit seinen Eltern Jana und Tronte Nielsen herauszufinden, was in der Nacht, in der Mads verschwand, passiert ist. Jana versichert ihm, dass Tronte in jener Nacht bei ihr war, wohlwissend, dass dem nicht so war. Am Abend gelingt es Mikkel schließlich, die Windener Höhlen zu verlassen. Als er zu Hause ankommt, stellt er beim Blick auf eine vor der Tür liegende Tageszeitung jedoch fest, dass jener Tag der 5. November 1986 ist. Zu einer dem Zuschauer noch unklaren Zeit schleift eine vermummte Person den toten Erik durch den Wald. |           |                                  |                      |               |                               |
| 3 | 3         | Gestern und Heute                | 1. Dez. 2017         | Baran bo Odar | Jantje Friese & Marc O. Seng  |
| 1986 wird das plötzliche Auftauchen von Mikkel durch den Polizeichef von Winden, Egon Tiedemann, untersucht. Er verdächtigt den jugendlichen Ulrich, der seit dem Verschwinden seines Bruders abweisend gegenüber Autoritätspersonen ist. Dieser konfrontiert Egon damit, dass die Polizei auf der Suche nach Mads bisher keinerlei Fortschritte gemacht habe. Mikkel wird aufgrund leichter Schürfwunden im Krankenhaus behandelt. Dort redet er mit niemandem, lediglich Krankenschwester Ines Kahnwald kann sein Vertrauen allmählich gewinnen. Im AKW übernimmt Claudia Tiedemann (Mutter von Regina und Tochter von Egon) unterdessen die Leitung vom vorherigen Chef und Gründer Bernd Doppler. Er informiert sie über geheime Fässer, die unter dem AKW in den Höhlen gelagert werden. Bernds Sohn Helge, der im AKW angestellt ist, schenkt Claudia bei ihrer Ankunft das Buch Eine Reise durch die Zeit von H. G. Tannhaus. Nachdem in Winden alle elektronischen Lichtquellen geflackert haben, untersucht die Teenagerin Charlotte das mysteriöse Vogelsterben. Die junge Hannah ist verliebt in Ulrich, der jedoch mit Katharina zusammen ist und Hannahs Interesse nicht wahrnimmt. Regina wird in der Schule gemobbt und zeigt selbstverletzendes Verhalten. Auf einem Feld in Winden werden wenig später dutzende tote Schafe gefunden, deren Trommelfelle zertrümmert sind. Mikkel bricht unterdessen aus dem Krankenhaus aus und sucht die Windener Höhlen auf. Dort bricht er verzweifelt zusammen und ruft nach Hilfe. Im Jahr 2019 sucht Ulrich verzweifelt in den Höhlen nach seinem Sohn. An der verschlossenen Tür (aus Folge 2) angekommen vernimmt er dumpfe Hilferufe, ist jedoch nicht in der Lage, mit Mikkel zu kommunizieren. |           |                                  |                      |               |                               |
| 4 | 4         | Doppelleben                      | 1. Dez. 2017         | Baran bo Odar | Jantje Friese & Martin Behnke |
| Im Jahr 2019 findet Jonas im Dachboden seines Hauses eine Karte der Windener Höhlen mit zahlreichen Notizen und Markierungen. Charlotte versucht unterdessen eine Verbindung zwischen dem toten Jungen und den massenhaft sterbenden Vögeln herzustellen, die ähnliche Verletzungen aufweisen. Eine mögliche Verbindung zu Vögeln, die nach der Nuklearkatastrophe von Tschernobyl beobachtet wurden, könnte ein Anhaltspunkt sein. Gleichzeitig vermutet Charlotte einen Zusammenhang mit ihren Beobachtungen aus dem Jahr 1986. Ihre Ehe mit Peter Doppler ist indes zerbrochen, seitdem sie weiß, dass sich dieser heimlich mit der trans* Sexarbeiterin Bernadette getroffen hat. Außerdem findet sie heraus, dass Peter entgegen seiner Aussage in der Nacht von Mikkels Verschwinden unterwegs und nicht zu Hause war. Im Rahmen ihrer Recherchen fährt sie zu einer alten Waldhütte mit dem Namensschild Doppler. Dort findet sie zum einen rote Erde, wie sie auch an der Kleidung des aufgefundenen toten Jungen war, zum anderen einen alten Bunker. Bevor sie sich jedoch den Bunker genauer anschauen kann, bekommt sie einen Anruf, dass Ulrich im AKW eingebrochen sei. Franziska erzählt Magnus, dass sie Winden verlassen wolle. Kurze Zeit später wird nun auch Elisabeth vermisst. Sie ist die gehörlose Schwester von Franziska und Peters und Charlottes Tochter. Im örtlichen Altersheim wiederholt Peters an Demenz erkrankter Vater Helge mehrfach, dass er Noah stoppen müsse. Nachts bricht er aus und wird von der Polizei, die nach Elisabeth sucht, im Wald aufgegriffen. Wenig später taucht Elisabeth jedoch unversehrt zu Hause auf und berichtet von ihrer Begegnung mit einem mysteriösen Mann namens Noah. Er gab ihr eine alte Taschenuhr mit der Inschrift „Für Charlotte“. Am nächsten Morgen trifft Elisabeths Schulfreund Yasin auf der Straße einen fremden Mann mit Kapuze, der ihm sagt, er sei von Noah geschickt worden. |           |                                  |                      |               |                               |
| 5 | 5         | Wahrheiten                       | 1. Dez. 2017         | Baran bo Odar | Jantje Friese & Martin Behnke |
| Mikkel ist im Jahr 1986 nach seiner Flucht aus dem Krankenhaus zurück, um seine Verletzungen zu behandeln. Er bekommt Besuch von einem Priester, der sich als Noah vorstellt. Hannah beobachtet unterdessen wie Ulrich und Katharina im Schulgebäude einvernehmlichen Sex haben. Anschließend beschuldigt sie Ulrich der Vergewaltigung, in dessen Folge er verhaftet wird, ohne zu wissen, wer ihn beschuldigt hat. Im Winden des Jahres 2019 breitet sich allmählich Panik in der Bevölkerung aus, nachdem mit Yasin nun bereits der dritte Junge innerhalb weniger Wochen spurlos verschwunden ist. Charlotte wirft ihrem Mann Peter ganz offen vor, eine Mitschuld zu tragen. Ulrich beendet seine Affäre mit Hannah. Der Fremde, der in Reginas Hotel lebt, bittet sie, ein Paket an Jonas zu versenden, da er für einige Tage die Stadt verlassen müsse. Auf dem Windener Friedhof trifft er auf Jonas und erzählt ihm am Grab seines Vaters, dass dieser ihm einst das Leben gerettet habe. Unterdessen trifft Bartosz den Drogenlieferanten von Erik. Es ist dieselbe, nicht gealterte Person, die Mikkel 33 Jahre zuvor im Krankenhaus besucht hatte. Jonas erhält später das Paket des Fremden, in dem sich eine tragbare Lampe, ein Geiger-Müller-Zählrohr und der Abschiedsbrief seines Vaters befindet. In diesem schreibt Michael, dass er am 4. November 2019 in der Zeit zurück ins Jahr 1986 gereist und dort von Ines aufgezogen worden sei. Nachdem er Hannah getroffen hatte, heirateten die beiden und bekamen einen Sohn: Jonas. Aus Mikkel Nielsen wurde Michael Kahnwald. |           |                                  |                      |               |                               |
| 6 | 6         | Sic mundus creatus est           | 1. Dez. 2017         | Baran bo Odar | Jantje Friese & Ronny Schalk  |
| Im Jahr 2019 erhält Regina ihre Krebsdiagnose. Ulrich erfährt, dass sein Vater Tronte während der Zeit, in der Mads verschwand, eine Affäre mit Claudia Tiedemann hatte. Die Entwicklungen führen vermehrt zu Streit und Konflikten innerhalb der Familie von Mikkel. Nachdem Ulrich erfährt, dass Regina Mads vor 33 Jahren als letzte gesehen hatte, stellt er sie in ihrem Hotel zur Rede. Sie gibt zu, Ulrich damals gehasst zu haben, weil er und andere sie mobbten. Ulrich erfährt jedoch auch, dass sie mit dem Verschwinden Mads und den Vergewaltigungsvorwürfen gegen ihn nichts zu tun hatte, sondern diese in Wahrheit von Hannah aufgebracht wurden. In der Gerichtsmedizin wird Ulrich schließlich klar, dass es sich bei dem toten Jungen um seinen Bruder Mads handelt, der vor 33 Jahren spurlos verschwand. Jonas gelingt es unterdessen nicht, seiner Mutter vom Abschiedsbrief seines Vaters zu erzählen. Zusammen mit dem zuvor im Paket befindlichen Equipment begibt er sich auf den Weg in die Windener Höhlen. Durch die Hinweise des Fremden auf seiner Karte findet er eine Passage, die von metallenen Türen begrenzt wird. Die Türen haben als Symbol eine Triqueta eingraviert und tragen die lateinische Inschrift Sic mundus creatus est (zu deutsch: So wurde die Welt erschaffen). Er geht hindurch und verlässt die Höhle. Während des Durchgangs flackern sowohl 2019 als auch 1986 erneut alle elektrischen Lichter in Winden. In dem Bunker neben der Waldhütte verfolgen Peter Doppler und Tronte Nielsen das Flackern mit und gleichen es mit einer Liste ab, in der bereits der minutengenaue Zeitpunkt des Flackerns eingetragen ist. Die Liste ist Bestandteil eines Buchs mit einer Triqueta auf dem Einband. Anhand von Suchplakaten mit dem Bild von Mads stellt Jonas fest, dass er sich im Jahr 1986 befindet. Unterwegs trifft er seine 14-jährige künftige Mutter Hannah und ihren Vater Sebastian. |           |                                  |                      |               |                               |
| 7 | 7         | Kreuzwege                        | 1. Dez. 2017         | Baran bo Odar | Jantje Friese & Marc O. Seng  |
| 2019 wacht Helge im Pflegeheim auf, als er sich im Traum an eine Szene aus seiner Kindheit erinnert, bei der er sich mit einer schweren Kopfverletzung im selben Raum wie später Erik befand. Die Polizei erhält mit einiger Verzögerung einen Durchsuchungsbefehl für das Windener AKW. In den vom Kraftwerksgelände zugänglichen Höhlen findet Charlotte die Stelle, an der Claudia Tiedemann 1986 das Lager der geheimen Fässer mit radioaktivem Inhalt besichtigte. Zwar sind bei Charlottes Ankunft keine Fässer mehr dort, sie entdeckt jedoch gelbe Farbreste und eine zugeschweißte Tür. Ulrich findet unterdessen die Notizen von Egon Tiedemann, der 1986 im Fall Mads ermittelte. Dadurch fällt Ulrichs Verdacht nun auf Helge Doppler, der offenbar zu einem Verhörtermin 1986 nicht erschien. Er besucht ihn im Pflegeheim und bedrängt Helge, als dieser sagt, dass er Ulrich schon mal gesehen habe und die Vergangenheit sowie die Zukunft ändern könne. Wegen der rabiaten Art der Befragung wird Ulrich vom Dienst suspendiert. Wenig später konfrontiert ihn seine Frau Katharina bezüglich seiner Affäre mit Hannah. Charlotte findet heraus, dass die Höhlen sowohl unter dem AKW entlangführen als auch zu der alten Waldhütte, die ihrem Schwiegervater Helge gehört. Sie fährt erneut dorthin. Im Bunker findet sie Kinderzimmertapetenreste. Ulrich fährt nachts erneut zum Pflegeheim und entdeckt in Helges leerem Zimmer eine Ausgabe des Zeitreisenbuchs von Tannhaus sowie eine Pfennigkette, wie sie bereits dem 2019 tot aufgefundenen Mads um den Hals hing. Während Ulrich dem erneut aus dem Pflegeheim ausbrechenden Helge durch den Wald bis zu den Höhlen folgt, spricht er Charlotte auf die Mailbox, dass er nun wisse, dass Helge der Entführer der Kinder sei. Im Jahr 1986 befragt Egon auf Anweisung seines Chefs Martin den AKW-Angestellten Helge, der Dienst hatte, als Mads verschwand. Egon vereinbart einen Verhörtermin und notiert sich, dass er sich frage, weshalb Helge am Tag der Entführung nicht den Waldweg benutzt habe. Der Fremde warnt Jonas, dass er Mikkel nicht zurück ins Jahr 2019 bringen dürfe, weil Jonas damit seine eigene Existenz unmöglich machen würde. Katharina versucht unterdessen vergeblich, Polizeichef Egon davon zu überzeugen, dass Ulrich sie nicht vergewaltigt hat. Noah und Helge entsorgen nachts die Leiche von Yasin aus dem Bunker hinter Helges Waldhütte. |           |                                  |                      |               |                               |
| 8 | 8         | Was man sät, das wird man ernten | 1. Dez. 2017         | Baran bo Odar | Jantje Friese & Martin Behnke |
| Im Jahr 1953 werden an der Baustelle des AKW die Leichen von Erik und Yasin entdeckt. Die Kleidung der Jungen irritiert die Polizisten Daniel Kahnwald und Egon Tiedemann. Ulrich verlässt die Höhle und trifft u. a. Agnes Nielsen und ihren Sohn Tronte, die ein Zimmer im Haus der Tiedemanns beziehen wollen. Ulrich geht zum Laden des Uhrmachers H. G. Tannhaus. Dieser weiß noch nichts vom Buch Eine Reise durch die Zeit, das Ulrich ihm zeigt. Im Laden erfährt Ulrich durch ein mitgehörtes Gespräch zwischen Tannhaus und den Jugendlichen Ines und Jana, dass zwei Kinderleichen gefunden wurden. Er macht sich auf die Suche nach dem jungen Helge. Im Glauben, das Verschwinden der Kinder verhindern zu können, wenn er diesen tötet, attackiert Ulrich den 9-jährigen Helge und verletzt ihn schwer am Kopf. In der Annahme, ihn getötet zu haben, lässt Ulrich ihn im Bunker der Waldhütte zurück. Tannhaus findet wenig später das Smartphone von Ulrich, das dieser samt seiner Jacke in der Uhrenwerkstatt vergessen hatte. Im Jahr 1986 besucht der Fremde H. G. Tannhaus, der ihm seine Theorie über Zeitreisen durch Wurmlöcher erläutert. Der Fremde versichert Tannhaus, dass seine Theorie korrekt ist und ein solches Wurmloch tatsächlich existiert und es Menschen erlaubt, 33 Jahre vor bzw. zurück zu reisen. Er gibt Tannhaus den Auftrag, eine defekte Maschine zu reparieren, sodass der Fremde das Wurmloch in Winden zerstören kann. Tannhaus besitzt bereits dieselbe Maschine in einer früheren Version. |           |                                  |                      |               |                               |
| 9 | 9         | Alles ist jetzt                  | 1. Dez. 2017         | Baran bo Odar | Jantje Friese & Marc O. Seng  |
| 2019 wird Aleksander von Hannah mit der Information über seine wahre Identität erpresst. Sie verlangt von ihm, Ulrichs Leben zu zerstören. Regina entdeckt bei der Reinigung des Hotelzimmers des Fremden seine Recherche über Winden und deren Einwohner. Bartosz erhält Besuch von seiner totgeglaubten Oma Claudia. Jonas trennt sich von Martha, nachdem er von den Zeitreisen erfahren hat und weiß, dass Martha seine Tante ist. Bartosz trifft sich mit Noah und schließt sich diesem an. 1986 lässt Egon Ulrich nach den unbegründeten Vergewaltigungsvorwürfen wieder laufen. Hannah findet im Wald Beweise dafür, dass ein kürzlich in die Stadt gezogener Jugendlicher Aleksander Köhler in Wahrheit Boris Niewald heißt und unter falscher Identität lebt. Claudia läuft ihr Hund Gretchen zu, der ihr 1953 vor den Windener Höhlen entlaufen ist. Sie beginnt, das Buch Eine Reise durch die Zeit zu lesen, das ihr Helge geschenkt hatte. Als Bernd schließlich zugibt, dass die geheimen Fässer Atommüll eines Störfalls des AKW beinhalten, beauftragt sie Aleksander, die Tür zum Lager zu verschweißen. Helge und Noah geraten derweil in einen Streit, bei dem klar wird, dass Noah die Kinder für Experimente nutzt, mit denen er eine Zeitmaschine konstruieren möchte. Seine Mission sei die Befreiung der Menschheit. 1953 wird Helge nach dem Angriff durch Ulrich vermisst. Noah – der nicht zwischen den drei Zeitebenen gealtert ist – bietet der Mutter von Helge, Greta, kirchlichen Beistand an. Ulrich wird als Verdächtiger verhaftet und gesteht, Helge ermordet zu haben. Die alte Claudia betritt die Uhrenwerkstatt von H. G. Tannhaus und bittet diesen, für sie eine Maschine zu bauen, für die sie ihm die Baupläne überreicht. |           |                                  |                      |               |                               |
| 10 | 10        | Alpha und Omega                  | 1. Dez. 2017         | Baran bo Odar | Jantje Friese & Ronny Schalk  |
| Im Jahr 2019 wird in einer Rückblende die Nacht von Mikkels Verschwinden gezeigt. Peter befindet sich im Bunker von seinem Vater Helge, als plötzlich die Leiche von Mads wie aus dem nichts durch ein Wurmloch zu Boden fällt. Er ruft Tronte an, bevor Claudia auftaucht und den beiden sagt, sie sollen die Leiche wegschaffen. Jonas wird von Helge und Noah entführt, nachdem er sich zuvor dazu entschlossen hatte, erneut ins Jahr 1986 zu reisen, um Mikkel zurück in die Zukunft zu holen. Helge ist ebenfalls ins Jahr 1986 gereist, um die Vergangenheit zu verändern. Er stirbt jedoch bei dem Versuch, sein jüngeres Ich in einem Autounfall zu töten. Jonas wacht wenig später im Bunker auf, wo sich der Fremde als sein älteres Ich zu erkennen gibt. Er lässt den jugendlichen Jonas zurück, um das Wurmloch zu zerstören. Er hat die Maschine dabei, die Tannhaus mit Hilfe der defekten Maschine des erwachsenen Jonas und dem Smartphone von Ulrich zum Laufen gebracht hat. In der Gegenwart findet Charlotte im Jahr 2019 im Polizeiarchiv einen Zeitungsartikel aus dem Jahr 1953, in dem über Helges Entführung berichtet wird. Anbei ist ein Foto des Tatverdächtigen: Ulrich. Noah erzählt Bartosz, dass Claudia ihre ärgste Widersacherin ist und der erwachsene Jonas das Wurmloch nicht zerstören, sondern überhaupt erst erschaffen wird. Helge wacht nach dem gescheiterten Mordversuch von Ulrich 1953 im Bunker auf, als sich das durch den erwachsenen Jonas erzeugte Wurmloch vor ihm öffnet. Dasselbe Wurmloch sieht der jugendliche Jonas im Jahr 1986 im Bunker. Als sich beide berühren, wird Helge ins Jahr 1986 befördert, während Jonas in der Zukunft im Jahr 2052 aufwacht, wo er von einer bewaffneten Jugendlichen bewusstlos geschlagen wird. |           |                                  |                      |               |                               |